# Kornealreflex

Kornealreflex (av latinets cornea, "hornhinna") avser en blinkreflex som äger rum då ögats hornhinna berörs. Kornealreflexen upphör när en person dör.